# Mohoua
Az Mohoua a madarak osztályának verébalakúak (Passeriformes) rendjébe és a Mohouidae családba tartozó egyetlen nem. Eredetileg a légyvadászfélék (Pachycephalidae) családjába sorolták. 

## Rendszerezésük
A nemet René Primevère Lesson írta le 1837-ben, az alábbi 2 vagy 3 faj tartozik ide:
- fehérfejű maoriposzáta (Mohoua albicilla)
- sárgafejű maoriposzáta (Mohoua ochrocephala)
- barna maoriposzáta (Mohoua novaeseelandiae[1] vagy Finschia novaeseelandiae[2]